# Urszula Antoniak
Urszula Antoniak (ur. 1968 w Częstochowie) – holenderska reżyserka i scenarzystka filmowa pochodząca z Polski. Jest absolwentką Wydziału Radia i Telewizji Uniwersytetu Śląskiego w Katowicach i holenderskiej akademii filmowej Nederlandse Film en Televisie Academie (NFTA) w Amsterdamie, będącej wydziałem Wyższej Szkoły Sztuk Pięknych w Amsterdamie.
Jej film fabularny Nic osobistego (2009) zdobył 5 nagród na Międzynarodowym Festiwalu Filmowym w Locarno, a także kilka wyróżnień i nominacji na innych festiwalach i przeglądach filmowych.

## Filmografia

### Jako scenarzystka
- 2004: Bijlmer Odyssee (film TV)
- 2007: Nederlands voor beginners
- 2009: Nic osobistego
- 2011: Code Blue
- 2011: Nina Satana (film TV)
- 2014: Strefa nagości
- 2014: Het leven volgens Nino
- 2016: Planeta singli
- 2017: Pomiędzy słowami
- 2020: Magic Mountains

### Jako reżyserka
- 1993: Vaarwel (film krótkometrażowy)
- 2004: Bijlmer Odyssey (film TV)
- 2006: Nederlands voor beginners (film TV)
- 2009: Nic osobistego
- 2011: Code Blue
- 2014: Strefa nagości
- 2017: Pomiędzy słowami
- 2020: Magic Mountains

### Występująca w specjalnych podziękowaniach
- 2013: Southwest